# میچورینسکویه (سرزمین آلتای)
میچورینسکویه (به لاتین: Michurinskoye) یک منطقهٔ مسکونی در روسیه است که در سرزمین آلتای واقع شده‌است.